# Attentati sugli autobus in via Giaffa
Gli attentati sugli autobus in via Giaffa furono due attacchi terroristici contro due autobus numero 18 in una delle più importanti vie di Gerusalemme, nel 1996. Gli attentatori suicidi di Hamas uccisero 45 persone negli attacchi, ideati da Mohammed Deif, usando esplosivi preparati da Adnan Awul. Questi due attentati, a pochi giorni l'uno dall'altro, avvennero durante un'offensiva di Hamas lanciata dopo l'uccisione del terrorista Yahya Ayyash, offensiva che comprese anche l'attacco alla collina francese, un attentato suicida ad Ascalona ed il massacro di Purim.

## Primo attentato
La mattina del 25 febbraio 1996, un attentatore suicida si fece saltare in aria su un autobus n° 18 che viaggiava lungo la strada di Jaffa vicino alla stazione centrale degli autobus di Gerusalemme. 17 civili e 9 soldati israeliani furono uccisi e 48, per lo più civili, rimasero feriti.
Nel 2014 il giornalista Mike Kelly ha pubblicato un libro su questo attentato. Kirkus Reviews lo ha elogiato come "una spirale di orrore e resa dei conti". Secondo Kelly, Yasser Arafat sarebbe stato a conoscenza di questi attentati programmati.

### Il pianificatore
L'agente di Hamas Hassan Salameh fu catturato da Israele a Hebron nel maggio 1996. Israele, che solo una volta ha imposto la pena di morte (ad Adolf Eichmann), condannò Salameh a 46 ergastoli consecutivi per aver diretto 3 stragi. Salameh, devoto musulmano, continuò a sostenere di aver agito in modo retto attaccando autobus di civili, dicendo: "Credo che quello che ho fatto sia un diritto legittimo che la mia religione e tutto il mondo mi ha dato..." nel 1997, e in un'intervista quasi 2 decenni dopo. Secondo Mike Kelly, Salameh sarebbe stato addestrato in Iran.

## Secondo attentato
La mattina del 3 marzo 1996, un attentatore suicida salì a bordo di un altro autobus n° 18, facendo esplodere una cintura esplosiva che uccise 16 civili e 3 soldati israeliani e ne ferì 7.

### Azioni legali
Le famiglie delle vittime statunitensi Matthew Eisenfeld e Sarah Duker citarono in giudizio l'Iran per aver sostenuto l'attacco e vinsero una sentenza di 327 milioni di dollari nel 2000. L'amministrazione Clinton bloccò quindi gli sforzi delle famiglie per sequestrare alcuni beni iraniani negli Stati Uniti. Dal 2006 gli sforzi di raccolta continuarono attraverso un procedimento legale. Le famiglie, insieme alla famiglia di un altro cittadino degli Stati Uniti ucciso nello stesso attacco, cercavano fino a 900 milioni di dollari dall'Iran. Nel 2006 un tribunale italiano congelò temporaneamente i beni iraniani. I querelanti dichiararono che intendevano perseguire l'Iran attraverso altri tribunali dell'Unione europea.